# Antonio Paglia
Pour les articles homonymes, voir Paglia (homonymie).
Antonio Paglia ou Antonio Paglia di Francesco (Brescia, 1680 - 9 février 1747), est un peintre italien qui fut actif à Brescia pendant la période baroque.

## Biographie
Antonio Paglia, fils  de Francesco Paglia, fut aussi on élève.
Au début du XVIIIe siècle, Antonio a déménagé à Venise, après la mort de son père afin d'étudier avec Sebastiano Ricci.
Il a peint dans le style des anciens maîtres des l'école vénitienne et a décoré de nombreuses églises de Brescia et de sa région.
Il est mort en 1747, tué par un de ses domestiques.
Son frère Angelo (1681-1763), fut lui aussi peintre.
Antonio Dusi a été un de ses élèves.

## Œuvres
- Annonciation avec trois saints Franciscains, San Pasquale Baylon et San Giovanni della Croce (1738), église paroissiale d'Andrista.
- Histoires des vies des saints Dominique et Paul (1731), fresques, église Santa maria Maggiore, Chiari.
- Les saints Pellegrino Laziosi et Francesco di Sales (1735) fresques, chapelle de l'église Santa maria Maggiore, Chiari.

## Sources
- x